# Anciennes unités de mesure françaises
 (mars 2019).
Si vous disposez d'ouvrages ou d'articles de référence ou si vous connaissez des sites web de qualité traitant du thème abordé ici, merci de compléter l'article en donnant les références utiles à sa vérifiabilité et en les liant à la section « Notes et références ».
Les anciennes unités de mesure françaises ont été nombreuses et variées. Sous l'Ancien Régime, plusieurs tentatives ont existé afin d'uniformiser les mesures.
Il faut attendre la création du système métrique lors de la Révolution pour qu'un système uniforme remplace les mesures anciennes mais il faut attendre près d'un demi-siècle de plus pour qu'il s'impose réellement.

## Histoire de France
Les systèmes de mesure à l’ancienne ont une tradition plurimillénaire. Ils furent donc conçus bien avant l’invention du système arithmétique positionnel décimal.

### Unicité des unités de mesure jusqu’auIXesiècle
(août 2021).
Dans la plus haute Antiquité, les poids et mesures de l'Asie et de l'Égypte étaient universellement en usage dans tout le continent, en Europe, en Asie, en Afrique, et plus particulièrement en Espagne.
En France, du temps des premiers rois[précision nécessaire], les poids et mesures étaient aussi uniformes. Les magistrats étaient chargés, par des ordonnances, non seulement d'en entretenir l'uniformité dans toutes les provinces, mais encore de les vérifier d'après les étalons qui, pour la garantie publique, étaient alors gardés soigneusement dans le palais du roi.

### Multiplicité des unités de mesure duIXejusqu’auXVIIIesiècle
(août 2021).
Vers la fin du règne de Charlemagne (qui introduisit la livre de 12 onces) et pendant celui de Charles II, de 840 à 877, cette uniformité commença à s'altérer. Les seigneurs suzerains, profitant alors des troubles de l'État, introduisirent des usages conformes à leurs intérêts, en créant des mesures plus grandes ou plus petites que le prototype. Bientôt chaque ville, chaque village eut ses poids et ses mesures particuliers ; il y avait même des cantons (comme dans la Bretagne) où l'on était obligé d'avoir jusqu'à six mesures différentes dans le même grenier. Que résultait-il de cette confusion ? Que, les étalons étant abandonnés, on rétablissait les mesures à volonté, ce qui donnait lieu à des injustices et à des procès qui ruinaient souvent les habitants des campagnes. 
Philippe IV, Philippe V, Louis XI, François Ier, Henri II et leurs successeurs, reconnaissant l'abus de cette confusion, nuisible à l'intérêt général, entreprirent de rétablir cette uniformité ; des commissions furent nommées, des ordonnances rendues et des procès-verbaux dressés à cet effet ; mais ces projets furent abandonnés ; on en comptait 490, souvent contradictoires, et presque autant de poids et de mesures que de lieux. Vers le milieu du règne de Louis XVI, un système décimal de poids et de mesures fut proposé et devait enfin rendre cette uniformité depuis si longtemps désirée, lorsque de nouveaux troubles empêchèrent le roi de mettre ce projet à exécution, projet qui fondait toutefois déjà l'idée du futur nouveau système métrique unique qui allait perdurer jusqu'à nos jours.

### Naissance du mètre en 1791
Les cahiers de doléance rédigés lors de la Révolution de 1789 réclamaient une mesure universelle pour s'affranchir de l'arbitraire des unités de mesure seigneuriales. Le climat de réforme qui suivit les événements révolutionnaires permit de précipiter le choix d'un étalon.
Une commission est instituée le 16 février 1791 pour définir cette unité universelle. Elle est composée de Jean-Charles de Borda, Nicolas de Condorcet, Pierre-Simon de Laplace, Joseph-Louis de Lagrange et Gaspard Monge. Le choix doit être fait entre trois références possibles : la longueur du pendule simple à secondes à la latitude de 45°, la longueur du quart du cercle de l'équateur ou enfin la longueur du quart du méridien terrestre. C’est cette dernière mesure qui est retenue le 26 mars 1791, date de création du mètre qui est défini comme la dix millionième partie du quart du méridien terrestre.
Le système métrique décimal est alors institué le 18 germinal an III (7 avril 1795) par la loi « relative aux poids et mesures » mais celui-ci ne s'impose pas immédiatement dans la population.

### Mesures usuelles
En 1812, Jean-Pierre Bachasson, comte de Montalivet , ministre de l'Intérieur de Napoléon Ier, constate une « résistance à l'adoption d'une aussi utile institution » qui serait due au fait que les mesures métriques « ne sont peut-être pas assez appropriées aux besoins journaliers du peuple ».
Ainsi, un décret impérial du 12 février 1812, tout en maintenant le système métrique comme seul légal et enseigné dans les écoles, autorise l'utilisation dans le commerce de détail de mesures usuelles nommées d'après les anciennes unités mais calculées sur la base du système métrique. Ainsi sont par exemple utilisées une toise métrique de 2 m, une livre métrique de 500 g, etc.
Ce système reste en vigueur jusqu'à la loi du 4 juillet 1837, sous le ministère de François Guizot, qui adopte le système métrique décimal en France de manière exclusive. Mais l'habitude perdure encore d'employer dans la conversation le terme 'livre' pour définir une quantité de 500 g de produits alimentaires : fruits, légumineuses, farines, viande hachée, etc.

## Mesures d'Ancien Régime (jusqu'en 1795)

### Unités de longueur

#### Unités de longueur dans le système du roi de France
| Nom d'unité | correspondance         | en pied-du-roi | en toise de l'Écritoire d'avant 1667 | en toise du Châtelet d'après 1668 |
| --- | ---------------------- | -------------- | ------------------------------------ | --------------------------------- |
| un point | 1/12 ligne             | 1 / 1 728      | 0,189 mm                             | 0,188 mm                          |
| une ligne | 12 points              | 1 / 144        | 2,268 mm                             | 2,256 mm                          |
| un pouce | 12 lignes              | 1 / 12         | 2,722 cm                             | 2,707 cm                          |
| un pied-du-roi | 12 pouces              | 1              | 32,660 cm                            | 32,484 cm                         |
| une toise |                        | 6              | 1,959 m                              | 1,949 m                           |
| une perche-du-roi | 3 toises               | 18             | 5,877 m                              | 5,847 m                           |
| une perche ordinaire | 10/9 perches-du-roi    | 20             | 6,532 m                              | 6,497 m                           |
| une perche d'arpent | 11/9 perches-du-roi    | 22             | 7,185 m                              | 7,146 m                           |
| une lieue ancienne | 500 perches ordinaires | 10 000         | 3,266 km                             | —                                 |
| une lieue marine |                        | —              | 5,556 km                             | —                                 |
| une lieue de Paris | 600 perches ordinaires | 12 000         | —                                    | 3,898 km                          |
| une lieue des Postes | 660 perches ordinaires | 13 200         | —                                    | 4,288 km                          |
| une lieue tarifaire | 720 perches ordinaires | 14 400         | —                                    | 4,678 km                          |
| En 1799 le mètre décimal fut déterminé être égal à 443,296 lignes-du-roi. Depuis le pied-du-roi mesure 4 500 / 13 853 mètres. |                        |                |                                      |                                   |

#### Correspondance avec l'aune de Paris
L’aune, instaurée en 1540 par un édit royal de François Ier était une tentative de rendre acceptable une unité de mesure nouvelle partout en Europe. Il voulait restaurer le pied romain, car l’aune de Paris se voulait de quatre pieds romains exactement. Cependant, les conseillers de François Ier partirent d’un ratio simplifié – voire erroné – du pied romain et du pied français, qu’ils estimèrent être de 11 à 10[réf. nécessaire]. Établi à l’origine pour mesurer 6 288 points-du-roi de la toise de l'Écritoire, on trouva à la fin du XVIIIe siècle que l’aune de Paris mesurait 6 322 points-du-roi[réf. souhaitée].

#### Unités de longueur typographiques françaises
Le point typographique français, le point Didot, égale 1/72 pouce, soit deux points-du-roi.
Le pica français, appelé « Cicéro », mesure 12 points Didot ou 24 points-du-roi.

### Unités de superficie
| Nom d'unité | en perche carrée | en pied carré | Équivalence    | Équivalence     |
| --- | ---------------- | ------------- | -------------- | --------------- |
| un pied carré | 1 / 484          | 1             | 0,105 5 m²     | 0,105 5 ca      |
| une toise carrée | 9 / 121          | 36            | 3,798 7 m²     | 3,798 7 ca      |
| une perche carrée | 1                | 484           | 51,072 0 m²    | 0,510 720 a     |
| une boisselée | 8,33             | 40 333        | 550 m²         | 0,055 ha        |
| une vergée | 25               | 12 100        | 1 276,799 6 m² | 0,127 679 96 ha |
| un arpent (des eaux et forêts) | 100              | 48 400        | 5 107,198 3 m² | 0,510 719 83 ha |
| La perche des arpenteurs fut généralement utilisée pour les superficies. Cette perche carrée mesure donc 22 × 22 = 484 pieds-du-roi carrés. Cent perches carrées, c'est l'arpent. Les arpenteurs québécois ont toujours préféré la perche-du-roi carrée (34,2 m²). |                  |               |                |                 |

### Unités de volume et de capacité
unités de capacité
| Nom d'unité | en pinte | en pouce cube | Équivalence |
| --- | -------- | ------------- | ----------- |
| un pouce cube | 1 / 48   | 1             | 1,983 6 cl  |
| Il y a exactement deux cent cinquante-six roquilles dans une velte. |          |               |             |
| une roquille | 1 / 32   | 1½            | 2,975 5 cl  |
| un posson (ou poisson) | 1 / 8    | 6             | 11,901 8 cl |
| un demiard | 1 / 4    | 12            | 23,803 6 cl |
| une chopine (ou setier) | 1 / 2    | 24            | 47,607 3 cl |
| une pinte | 1        | 48            | 0,952 146 l |
| une quade (ou quarte) | 2        | 96            | 1,904 292 l |
| une velte (ou setier) | 8        | 384           | 7,617 168 l |
| La pinte est la petite capacité principale. C'est un 1 / 36 pied-du-roi cube. Cependant, la pinte anglaise et des États-Unis sont respectivement 1 / 50 et 1 / 60 pied anglais cube, environ la moitié d'une pinte française. Le volume du pied cube – pour les liquides – fut appelé amphore dans l'Antiquité. |          |               |             |
| un pied cube | 36       | 1 × 1 728     | 34,277 l    |
| un quartaut | 72       | 2 × 1 728     | 68,555 l    |
| une feuillette | 144      | 4 × 1 728     | 137,109 l   |
| un muid | 288      | 8 × 1 728     | 274,218 l   |
| une pipe | 432      | 12 × 1 728    | 411,327 l   |
| Neuf veltes remplissent un quartaut. Le muid, du latin modius, est la mesure. |          |               |             |

Le last était une mesure de capacité ou de poids principalement en usage dans le nord de l'Europe, pour l'affrètement des navires. Sa définition variait considérablement selon les régions et les matériaux visés.

#### Mesure du volume des matières sèches
| Nom d'unité | en boisseau | en pied cube | 10 pouces cubes | Équivalence  |
| --- | ----------- | ------------ | --------------- | ------------ |
| un litron | 1 / 16      | 5 / 216      | 4               | 79,345 cl    |
| un quart | 1 / 4       | 5 / 54       | 16              | 3,174 l      |
| un boisseau | 1           | 10 / 27      | 64              | 12,695 l     |
| un minot | 3           | 10 / 9       | 192             | 38,086 l     |
| une mine | 6           | 20 / 9       | 384             | 76,172 l     |
| un setier | 12          | 40 / 9       | 768             | 152,343 l    |
| un muid | 144         | 480 / 9      | 9 216           | 18,281 16 hl |
| une toise cube |             | 216          |                 | 74,038 32 hl |
| Il y a exactement vingt-sept boisseaux dans dix pieds-du-roi cube. Note : L'usage français du mot boisseau ne correspondait pas à l'usage universel. Le boisseau – mesure des matières sèches – est en principe égal d'un pied cube. Le minot français correspondait à un pied-du-roi cube, et en plus son neuvième. |             |              |                 |              |
| un pied cube | 27 / 10     | 1            | 1 728 / 10      | 34,277 l     |

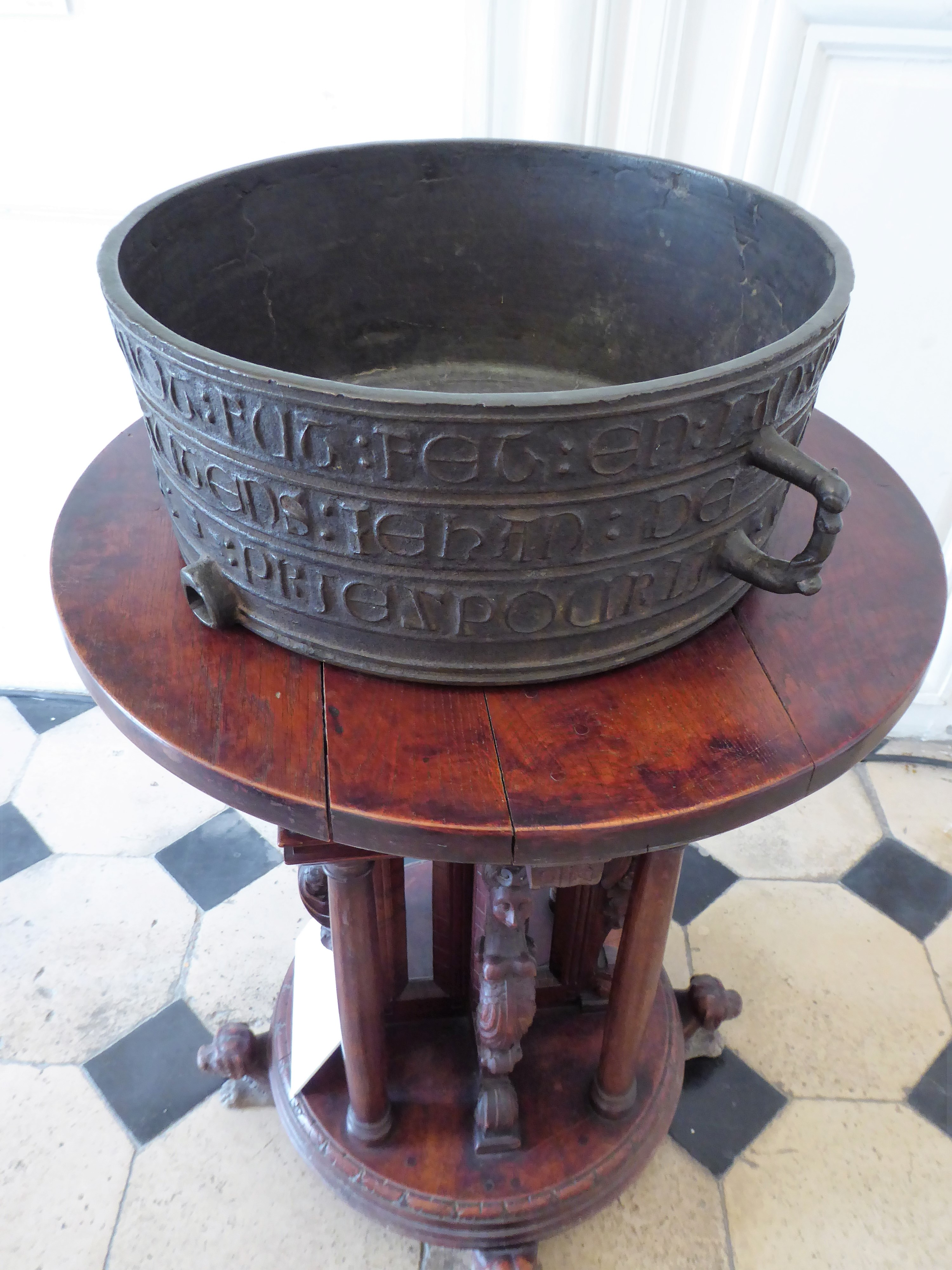
Mesure à grains : minot de Chartres du XIIIe siècle, bronze, musée des beaux-arts de Chartres, Eure-et-Loir, France.

Selon ces mesures, chaque muid contient douze setiers, ou vingt-quatre mines, ou 48 minots, ou 144 boisseaux. Mais ce ratio, qui est exact pour Paris et pour les mesures de chaux, blé, orge, fèves, lentilles et autres similaires, ne vaut pas pour certaines denrées. Ainsi le minot d'avoine contient six boisseaux (soit 288 boisseaux par muid), et celui de sel en contient quatre (soit 192 boisseaux par muid). Le muid de plâtre ne contient que 72 boisseaux (cette denrée se mesure en « sacs », avec 36 sacs de deux boisseaux chacun par muid).
Par ailleurs, le muid de Rouen contenait aussi douze setiers (de Rouen), mais quatorze setiers de Paris. Il pesait 3 360 livres poids de marc. Le muid d'Orléans pesait six cents livres, soit douze mines ; il équivalait à deux setiers et demi de Paris, ou cinq boisseaux de Bordeaux. Le muid du Berry faisait vingt et un boisseaux, avec seize boisseaux pour un setier.

##### Considérations sur la mesure des matières sèches en volume sous l'ancien régime
Au delà du défaut d'unification sur l'étendue du royaume, et au changement de valeur des unités selon la région, on peut être étonné, premièrement, que les matières sèches soient mesurées en volume, et non en poids comme en Europe aujourd'hui, et deuxièmement, que les unités de volume pour les matières sèches valent un neuvième de plus que les unités liquides les plus proches. 
Or ces deux caractéristiques ne sont aucunement des problèmes pour les hommes de l'Ancien régime, ce sont plutôt des solutions. Car les produits secs de l'époque sont essentiellement des récoltes qui vont sécher pendant le stockage avec une perte de poids pouvant atteindre 20% , mais en gardant le même volume et la même valeur calorique, car l'eau qui s'évapore n'enlève pas de pouvoir calorique. La mesure par le volume permet donc d'avoir une mesure constante de la valeur nutritive, et du prix.
Aujourd'hui encore, la mesure officielle de grain à Chicago, le plus gros marché aux grains du monde, est une unité de volume : le bushel (ou Boisseau américain).
Il est étonnant qu'il y ait une différence de un neuvième entre les mesures sèches et les mesures liquides, mais il faut considérer la manière dont on mesurait les liquides et les grains : 
Pour éviter de renverser les liquides, le volume était mesuré jusqu'à un trait en dessous du bord de la mesure, tandis que pour les grains, qui sont moins fluides, la mesure était remplie jusqu'en haut, et l'excédent rasé avec une baguette. Ce qui fait qu'un même bol ou mesure, avec un trait pour les liquides à un neuvième du bord, pouvait servir aux 2 mesures :  liquide (jusqu'au trait) et solide (jusqu'en haut), sans avoir 2 jeux de mesure dans chaque commerce. Les mesures officielles étant en métal couteux, cela permettait de faire des économies.

### Unités de débit
Outre les unités dérivées évidentes du type volume / temps, les fontainiers ont utilisé le pouce d'eau, débit d'un orifice d'un pouce de diamètre percé dans une paroi verticale mince, quand le niveau amont est maintenu sur une ligne au-dessus du haut de l'orifice. Il correspond à environ 19,2 mètres cubes par jour. L'origine de cette appellation vient du dispositif utilisé pour jauger le débit d'une source : un barrage percé de trous bouchés par des bouchons que l'on enlève jusqu’à ce que le niveau amont se stabilise à la bonne hauteur, le nombre de bouchons enlevés mesurant la puissance de la source. Ce dispositif était appelé une cuvette de jauge. On parle aussi de pouce fontainier ou de pouce de fontainier.
Un lexique de la fontainerie de 1814 définit le Pouce-d'eau comme l'ouverture d'un pouce de diamètre par laquelle l'eau sortant sans être forcée, donne quinze pintes d'eau par minute — ce qu'on nomme pouce de fontainier
Gaspard de Prony était parvenu à définir un ajutage, de dix-sept millimètres de long, vingt de diamètre, débitant vingt mètres cubes par jour pour un niveau amont de trente millimètres au-dessus du trou. Cette unité fut appelée nouveau pouce d'eau.

### Unités d'intensité lumineuse
Vers 1800, le carcel était l'unité d'intensité lumineuse (On parlait alors de « pouvoir éclairant »).
De la fin du XIXe siècle jusqu'à la première moitié du XXe siècle, l’unité pratique d'intensité lumineuse était la bougie, remplacée en 1948 par la candela, unité de mesure du Système international d'unités de l'intensité lumineuse.

### Unité agricole
La botte, est le nom de tous les produits de l'agriculture réunis en masse et attachés par le moyen d'un lien circulaire.
Presque partout la contenance de la botte est arbitraire mais cependant se rapproche d'un certain taux lié à l'habitude ou à l'usage. Dans quelques cantons toutefois, la botte est fixée pour la plupart des objets par des règlements de police. À Paris par exemple, en 1814, la botte de paille doit peser dix livres, celle de foin dix livres, etc.
En général les bottes diminuent de grosseur à mesure que la denrée devient rare parce qu’il est toujours difficile jusqu'à un certain point au vendeur de forcer l'acquéreur à payer le prix commun ou habituel.
Les premières bottes de petites raves sont de moitié plus petites que celles qui sont apportées au marché quinze jours plus tard. La disposition en botte favorise la fraude. On trouve souvent des herbes pourries ou de mauvaise nature au centre d'une botte de foin, des asperges très petites au milieu d'une botte dont celle du tour sont fort belles. Il faut donc lorsqu'on est prudent et qu'on ne connaît pas le vendeur visiter les objets qu'on achète en botte.
« En agriculture, un cheval de manège doit avoir pour son ordinaire, une botte de foin de Seine, c'est-à-dire du foin qui croit au long de la rivière de la Seine, car une botte de ce foin nourrit deux fois mieux que les bottes du foin qui est élevé loin des rivages de la Seine. »

#### Matériaux de menuiserie et charpenterie vendus en botte
Début XIXe siècle, en termes de treillage, une botte est la réunion d'un certain nombre d'échalas propres à faire les treillages, contenant ensemble la quantité de trente-six toises linéaires.
En charpenterie, les lattes carrées pour la pose des tuiles se vendent à la botte, qui en contient cinquante-deux : chaque latte a quatre pieds de longueur, un pouce trois quarts ou deux pouces de large et deux à trois lignes d'épaisseur.
La latte à ardoise s'appelle latte volige; elle doit être de bois de chêne et avoir la même longueur que la latte carrée, quatre à cinq pouces de large et trois lignes d'épaisseur; elle se débite aussi à la botte mais la botte n'en contient que vingt-cinq.
La botte peut faire à peu près une toise et demie de couverture chaque latte est attachée par quinze clous quand elle est large et quand elle est étroite dix suffisent; on y attache l'ardoise avec deux ou trois clous on compte ordinairement une livre et demie de clous par botte de lattes.

#### Matériaux de serrurerie vendus en botte
En termes de serrurerie, début XIXe siècle, certains fers se vendent en botte : le fer en botte se livre lié par paquet ; tels sont le fer coulé, le fenton, la côte de vache, etc. ; le fer de bandelette est un petit fer plat qui se livre en botte, et qui porte de six à quinze lignes de large sur deux à trois lignes d'épaisseur. Le Fer côte de vache est une espèce de fer en verge, refendu par les couteaux ou espatars des fenderies — Il est rude, carré, mal fait, et se vend lié en botte. Il porte de cinq à dix lignes de grosseur.

## Mesures usuelles (1812-1837)
Des mesures usuelles sont autorisées sous le Premier Empire pour le commerce de détail afin de faciliter le passage du système ancien au système métrique dans la population. Il s'agit d'unités équivalentes aux anciennes unités mais dont la valeur est définie par rapport au nouveau système métrique. Sont ainsi autorisées :
- la toise dont la valeur est établie à 2 m ; une toise est divisée en six pieds d'environ 333,3 mm ou 72 pouces de 27,78 mm ; le pouce est divisé en douze lignes ;
- l'aune dont la valeur est établie à 120 cm ; l'aune est divisée en demi-aunes et en tiers d'aune ;
- le litre est divisé en demis, quarts, huitièmes, seizièmes ;
- le boisseau dont la valeur est établie à un huitième d'hectolitre ; il existe un double-boisseau, un demi-boisseau et un quart de boisseau ;
- la livre dont la valeur est établie à 500 g ; la livre est divisée en seize onces, chaque once est divisée en huit gros, chaque gros en 72 grains.